# شركة نفط (السعودية)
نفط هي شركة تعمل في مجال محطات الوقود وخدمة السيارات في المملكة العربية السعودية وقد تأسست عام 1987. تقوم شركة نفط بتوزيع المنتجات والخدمات البترولية في المملكة العربية السعودية، وهي جزء من مجموعة دولية من الشركات المملوكة لمحمد حسين علي العمودي وتدار من قبل ميدروك القابضة. وتقع محطاتها في المدن الرئيسية في المملكة.
اليوم، شركة نفط تمتلك وتدير أكثر من 199 من مجمعات محطات الوقود وخدمة السيارات في المناطق الغربية والوسطى والشرقية والجنوبية من المملكة العربية السعودية. بالإضافة إلى ذلك، تقدم شركة نفط خدماتها لتلبية احتياجات مجموعة كاملة من العملاء، الذين يحتاجون إلى إمدادات كبيرة لعملياتها.